# 交互记忆
交互记忆（Transactive memory），是最早由丹尼爾·韋格納于1985年提出的心理學假说，以作為對像團體迷思這種早期的集體智慧理論的一種回應。交互记忆系統是一種團體共同地編碼、儲存與檢索知識的機制。

## 歷史
交互记忆最早由丹尼爾·韋格納于1985年提出。他提出当由两个或以上的个体组成的团体经过长时间一起工作生活之后，他们之间会分享存储的记忆。简单来说，就是其中一个人可以把一条信息让另外一人保存，并在需要的时候通过向后者询问的方式来获得这部分信息。
随后，韋格納在1986年指出类似个体记忆的形成过程。在交互记忆的形成过程中同样存在着编码、存储與检索三个环节。在编码环节中，成员之间会通过沟通交流，共享信息来了解对方的术业专攻并相互确认对方擅长的专业领域，最终依据此来对成员进行分工安排；在存储环节中，团体既存的必要信息会根据之前编码环节中的分工结果而被分配给相应的成员进行记忆，提高团体的记忆效果并且降低成员的个人记忆负担，同样，团体新接触到的信息也会被直接传输给对应的成员，以避免在信息传递过程中造成的熵衰减和噪音；在检索环节中，当团体需要相关领域的专业知识时，会向对应的成员寻求帮助。如果对应成员提供的信息被证明正确并且有效，那么对该成员的分工安排会得到确认，换言之，对该成员的认知编码会得到强化。反之，如果对应成员未能提供正确有效的信息，那么团体会对成员的分工进行重新编码，并在团体内部更新编码的结果。
随后，安潔亞·霍林謝德（Andrea B. Hollingshead）在1998年及2001年發表的論文中证明恋人在知识记忆方面有更好表现。实验组由关系亲密的恋人组成，控制组则由完全陌生的两人构成。实验中由实验者分给被试们一组毫无意义联系的单词，要求被试们记忆。在随后的评分环节中，实验组的记忆表现明显要好于控制组。研究者认为，这是因为拥有亲密关系的恋人知道对方的长项所在，并会依据此来分配相应的记忆内容。而陌生人之间在这一方面则一无所知，或者说没有可以共享的记忆。
这种由团体共同完成对信息进行编码存储检索的机制被称为交互记忆系统。交互记忆系统包含了团体内部各成员所拥有的记忆，以及各成员之间记忆的交换过程。因为在这一机制中始终存在着组员交互信息并持续更新的行为，所以交互记忆系统被认为是一个动态的系统。

## 指标
根据韋格納对于交互记忆形成过程的三个环节分类，学者们提出了评价交互记忆效果的三个指标：专业性，协调性和可信性。
专业性包括团体内的每一位成员都具有一部分团体所必需领域的知识并对此负责，成员清楚了解其他成员负责的领域并互不重合。在这种情况下，团体的每个成员都可以在自己擅长的领域加深知识储备并最终体现为团体整体知识储备的增加，同时，互不重合的知识领域可以减轻团体内部分工安排的难度，最后有效地提高团体的行动效率。
协调性显示的是团体在实际运作过程中减少了对于工作分配的需求以提高效率。因为成员之间相互了解并共享团体的目标，从而在任务出现时可以依据之前的编码认知来快速调适，发挥个体特长，互相配合，并且在需要相关消息时直接转向团体内相关领域的专家。
可信性代表的是成员相信团体内其他成员所提供的其专业领域知识的正确性与精确性。当团体从外部获取到新的知识时，团体首先会对其评估，然后编码给对应的成员，由其存储，并在需要的时候由这位成员提供出来。如果该成员在多次重复的的编码-存储-检索的过程中都未出现过失，则会被认为更加具有可信性。在一个运转良好的交互记忆系统中，每个人都应该被认为是具有高度可信性的。

## 應用
交互记忆概念最初是为了研究与个人有密切联系的情侣关系乃至家庭关系中的群体行为而提出的假说，不过很快就被应用到了团队、集体乃至组织研究领域中。韋格納认为交互记忆延续了集体智慧理论中将集体类比为个人的传统，不过二者又不尽相同。虽然两者同样注重组织内部之间的协作共享与交流，相较于后者强调组织中“合意”的形成结果并以此指导“共同”的行动，前者注意保留了个体的个体意识与能动性，以及组织内部个体的持续交流行为。另一方面，交互记忆也不同于分布式认知（Distributed Cognition）。分布式认知关注知识的分布以及存储；而交互记忆追求的是信息的交换共享与检索使用。
但是需要提到的是，交互记忆系统并不适用于所有的组织，或是所有的任务。韋格納就指出了三种情况会造成专业性失灵。第一种情况是当组织内所有成员需要呈现出极具纪律性的行为时，一部分群体的信息是必须共享而不是区分化的。这一情况的典型例子就是加入政党；第二种情况是当信息对于个体的重要性超过对于组织的重要性时；第三种情况是出现了一些无法共享的信息，比如说组织内某成员在无意识下的情况下习得了某种技能，但是因为没有意识到也就无法在组织内部形成表达，从而无从表现出专业性来。吉爾·路易斯與邊傑明·亨頓（Benjamin Herndon）则提出对于那些无法分割的任务，或者对于专业性要求不高的任务来说，交互记忆系统并不能带来什么效果。
韋格納认为在交互记忆系统中存在一个至关重要的概念，就是“元记忆”。个人认知层面上的元记忆是指个体了解自己拥有哪些方面的记忆。同样，交互记忆系统中的元记忆是指组织成员了解其他成员各具有哪些方面的专业信息。也就是说，当问题出现时，成员了解组织内部解决该问题领域的专家，并且清楚如何找到这一专家。